# Nullzeit (Roman)
Nullzeit  ist ein Roman der deutschen Autorin Juli Zeh, welcher im August 2012 im Schöffling Verlag erschienen ist.

## Handlung
In dem zeitgenössischen Roman betreibt ein aus Deutschland stammender Aussteiger mit seiner Partnerin seit 14 Jahren eine Tauchschule und Urlaubspension auf Lanzarote. Als ein offensichtlich psychisch instabiles Paar aus Deutschland Tauchlektionen bei der Tauchschule bucht, wird der Tauchlehrer in diese selbstzerstörerische Beziehung miteinbezogen, indem er einen auch erotisch motivierten Beschützerinstinkt für die Urlauberin entwickelt.  Dies wird zum einen aus der Sichtweise des Ich-erzählenden Tauchlehrers als auch durch Tagebucheintragungen der Urlauberin berichtet. Dabei weichen die wechselnden Beschreibungen im Laufe des Romans immer weiter voneinander ab, so dass sich der Leser über die Wirklichkeit der Beziehung im Unklaren befindet. Neben der erotischen Dreiecksgeschichte wird auch auf die in großen Teilen nicht erfolgreichen Lebensentwürfe der beteiligten Personen eingegangen. Der Romantitel ist dabei ein aus dem Tauchsport abgeleiteter Fachbegriff, der die durch die Dekompressionstabelle vorgegebene Zeitspanne beschreibt, in welcher man bei einem Tauchgang mit einem Drucklufttauchgerät ohne Dekompressionsstopp (Verharren für eine bestimmte Zeit in einer bestimmten Tiefe) wieder an die Wasseroberfläche zurückkehren kann.

## Hauptpersonen
Folgende Personen spielen in Nullzeit eine entscheidende Rolle:

### Sven Fiedler
Sven Fiedler ist ein 39-jähriger Jurist, für welchen die zynischen Machtspiele seiner Prüfer im Studium der Anlass waren, aus seinem geplanten Leben auszusteigen und stattdessen als Tauchlehrer auf Lanzarote zu arbeiten.

### Antje Berger
Antje Berger ist die Lebenspartnerin von Sven Fiedler und Verwalterin der Tauchschule sowie der Urlauberunterkunft. Beide kennen sich schon seit der Kindheit, in welchem die Mutter von Antje als Haushälterin bei den Eltern von Sven tätig war.

### Jolante von der Pahlen
Jola Pahlen ist eine 30-jährige Schauspielerin und Tochter eines wohlhabenden TV-Produzenten. Jola spielte bisher meist nur in Telenovelas und möchte gern ein seriöses Rollenangebot erhalten. Sie hofft in einem Film über Lotte Hass die Hauptrolle spielen zu dürfen, was auch ein Grund für diesen Tauchurlaub ist.

### Theo Hast
Theo Hast ist Anfang 40, Schriftsteller und finanziell abhängiger Lebenspartner von Jola Pahlen. Seine letzte erfolgreiche Veröffentlichung ist schon 10 Jahre her, weshalb er zu Zynismus und Alkoholismus neigt.

## Rezeption

### Kommerzieller Erfolg
Der Roman stieg direkt nach seinem Erscheinen im August 2012 in der Spiegel-Bestsellerliste auf Rang 30 ein und konnte sich auch in den folgenden 21 Wochen auf selbiger platzieren. Damit war es der bis zu diesem Zeitpunkt kommerziell erfolgreichste Roman der Autorin und eines der erfolgreichsten belletristischen Bücher des herausgebenden Verlages Schöffling. Auch die im Jahr 2014 im Btb Verlag erschienene Taschenbuch-Ausgabe konnte sich  18 Wochen auf der entsprechenden Bestsellerliste platzieren und erreichte in diesem Zeitraum 5 Mal Platzierungen unter den Top 10.

### Zeitgenössische Kritik
Von einem gelungenen Psycho- und Unterwasserbuch in guter Sprache und feinem Ton berichtet Nora Gantenbrink im Spiegel. Auch Hubert Winkels in der Zeit spricht von einer kenntnisreichen Erzählerin, deren kraftvolle realistische Schilderungen in eine Art Fachsprachenpoesie münden, wobei man wegen des trockenen Tons und der Kompliziertheit der Handlungsmotivationen kein dauerhaftes Interesse für die Personen entwickeln könne. Vladimir Balzer vom Deutschlandfunk sieht in der bildhaften Beschreibung des Tauchens vor einer Atlantik-Insel die kraftvollsten Stellen des Buches. Sprache und Handlung findet er zu geplant und kalkuliert, um genügend Spannung zu erzeugen. Auch Judith von Sternburg von der Frankfurter Rundschau hält es nicht ausreichend abgründig für einen Psychothriller, als Vierecksgeschichte  hingegen ein solides Buch. Sowohl Jörg Magenau in der taz als auch Daniel Benedict von der Neuen Osnabrücker Zeitung fehlt das Interesse der Autorin für ihre Figuren, welche nur Funktionsträger im Grundriss einer Plot-Idee bleiben.

## Sonstiges
Eine Filmbiografie über Lotte Hass wurde 2011 tatsächlich gedreht und trug den im Roman mehrfach auch genannten Titel „Das Mädchen auf dem Meeresgrund“. Die Hauptrolle spielte darin mit Yvonne Catterfeld ebenfalls wie im Roman erwähnt eine bekannte Pop-Sängerin. Die entsprechende Figur trägt in „Nullzeit“ den Namen Yvette Stadler.